# Borgen (Ullensaker)
Borgen is een plaats in de Noorse gemeente Ullensaker, fylke Akershus. Borgen telt  638 inwoners (2007) en heeft een oppervlakte van 0,47 km².